# Йорданешты
Йорданешты (укр. Йорданешти) — село в Черновицком районе Черновицкой области Украины. Административный центр Карапчовской сельской общины.
Население по переписи 2001 года составляло 2263 человека. Почтовый индекс — 60421. Телефонный код — 3734. Код КОАТУУ — 7321082001.

## История
В 1946 году Указом ПВС УССР село Йорданешты переименовано в Подлесное.
В 1995 году селу возвращено историческое название.
До 2020 года село входило в Глыбокский район